# Kenoze
V křesťanské teologii je kenoze či kenosis (starořecky: κένωσις, romanizovaně: kénōsis, doslova „akt vyprázdnění“) Ježíšovo „sebevyprázdnění“. Slovo ἐκένωσεν (ekénōsen) se používá v Listu Filipanům: „Ježíš se učinil ničím“ nebo „[vyprázdnil se]“ – Flp 2, 7 (Kral, ČEP), přičemž se používá slovesný tvar κενόω (kenóō), který znamená „vyprázdnit se“. Bible kralická, Český ekumenický překlad a mnoho jiných překladů bible do češtiny na tomto místě používá výraz „sebe zmařil“.
Přesný význam se mezi teology liší. Méně kontroverzní význam je ten, že Ježíš vyprázdnil své vlastní touhy a zcela se podřídil Boží vůli, poslušný až k smrti – a to i smrti na kříži. List Filipanům povzbuzuje křesťany, aby byli podobně ochotní podřídit se Boží vůli, i když je to bude stát velké osobní oběti. Tato věta se používá také k vysvětlení Ježíšovy lidské stránky: Ježíš, aby mohl skutečně žít jako smrtelník, musel nějakým způsobem dobrovolně vázat používání svých božských sil, vyprázdnit se. V listu Filipanům se píše, že „ačkoli [Ježíš] měl podobnost s Bohem, nepokládal rovnost s Bohem za něco, čeho by se mělo využívat“, což naznačuje, že Ježíš „nezneužíval“ svého božského postavení, aby se vyhnul důsledkům smrtelného života. Tuto interpretaci zpochybňují jiní, kteří se domnívají, že se tím příliš bagatelizuje Ježíšova božská moc.

## Etymologie a definice
Termín kenosis pochází z řeckého κενόω (kenóō), což znamená „vyprázdnit“. Liddell-Scottův řecko-anglický lexikon uvádí pro toto podstatné jméno následující zjednodušenou definici:
1. vyprázdnění, vyčerpání, prázdnota (života) (Vettius Valens)
2. vyčerpání, málo stravy, v protikladu k plerosis, plnost (Hippokrates)
3. ubývání (měsíce) (Epikúros)

## Používání v Novém zákoně
Nový zákon nepoužívá podstatné jméno kénōsis, ale slovesný tvar kenóō se vyskytuje pětkrát – Řím 4, 14 (Kral, ČEP); 1Kor 1, 17 (Kral, ČEP); 1Kor 9, 15 (Kral, ČEP); 2Kor 9, 3 (Kral, ČEP); Flp 2, 7 (Kral, ČEP) a budoucí tvar kenōsei jednou. Z těchto pěti případů je Filipským – Flp 2, 7 (Kral, ČEP) obecně považován za nejvýznamnější pro křesťanskou myšlenku kenoze:
Nechť je mezi vámi takové smýšlení jako v Kristu Ježíši: Způsobem bytí byl roven Bohu, a přece na své rovnosti nelpěl, nýbrž sám sebe zmařil, vzal na sebe způsob služebníka, stal se jedním z lidí. A v podobě člověka se ponížil, v poslušnosti podstoupil i smrt, a to smrt na kříži. Proto ho Bůh vyvýšil nade vše a dal mu jméno nad každé jméno...
— Flp 2, 5–9 (Kral, ČEP)

## Christologie

### Kenotická christologie
List Filipanům 2 se někdy používá k vysvětlení lidské stránky Ježíšovy existence. V raném křesťanství některé skupiny hlásaly víru v plně lidského Ježíše, který byl Bohem obzvláště ctěn a vzkříšen (adopcionismus), zatímco jiné skupiny prosazovaly plně božského Ježíše, který byl spíše duchovním zjevením (dokétismus). Převládlo chalcedonské učení, podle něhož měl Ježíš dvojí přirozenost a byl jak plně lidský, tak plně božský. Kenotická christologie v podstatě tvrdí, že aby mohl Ježíš skutečně prožít lidskou zkušenost, navzdory tomu, že byl již dříve božskou bytostí, se dobrovolně ponížil. Stále mohl konat zázraky, uzdravovat nemocné a předávat spolehlivé morální učení, ale nepoužíval božskou moc k řešení všech svých problémů jako smrtelník a potýkal se se všemi obvyklými lidskými problémy. Ježíš tedy potřeboval spát a jíst; byl pokoušen ďáblem na poušti; mohl být frustrován z toho, že fíkovníky nemají sezónu; prohlásil, že nikdo nezná den ani hodinu konce světa; a tak dále.
Gottfried Thomasius je prvním teologem, který pojednává o kenotické christologii a předkládá její jmenovitý výklad. K dalším teologům spojeným s kenotickou christologií patří P. T. Forsyth, H. R. Mackintosh, Charles Gore, Fisher Humphreys, Donald G. Dawe a Roger E. Olson.

### Pravoslaví
Pravoslavná teologie zdůrazňuje následování Kristova příkladu. Kenosis je možná pouze skrze pokoru a předpokládá, že člověk usiluje o sjednocení s Bohem. Poustevnická tradice ruské pravoslavné církve je jedním z hlavních projevů tohoto hledání. 
Kenosis není v pravoslavné teologii pouze christologickou otázkou, ale souvisí také s pneumatologií, tedy s otázkami Ducha Svatého. Kenosis ve vztahu k lidské přirozenosti označuje neustálou epiklezi a sebezapření vlastní lidské vůle a touhy. Pokud jde o Krista, existuje kenoze Božího Syna, blahosklonnost a sebeobětování pro vykoupení a spásu celého lidstva. Lidstvo se také může podílet na Božím spásném díle prostřednictvím theosis; stává se svatým z milosti.
V pravoslaví se kenoze netýká toho, že bychom se stali podobnými Bohu svou podstatou nebo bytím, což je panteismus, nýbrž toho, že se s Bohem sjednotíme milostí skrze jeho „energie“. Pravoslavná teologie rozlišuje mezi božskou podstatou a energiemi. Kenoze je tedy paradoxem a tajemstvím, protože „vyprázdnění se“ ve skutečnosti naplňuje člověka božskou milostí a vede ke spojení s Bohem. Kenoze v pravoslavné teologii znamená překonání či odpoutání se od světa nebo vášní, je to součást odosobnění. Velká část prvních debat mezi ariány a pravoslavnými křesťany se týkala právě kenoze. Potřeba vyjasnit lidskou a božskou přirozenost Krista (viz hypostatická unie) se přeli o význam a vzor, který dal Kristus jako příklad kenosis nebo ekkenosis.

### Katolicismus
Papež Pius XII. v dokumentu Sempiternus Rex Christus z roku 1951 odsoudil zvláštní výklad listu Filipanům, pokud jde o kenosis:
Existuje ještě jeden nepřítel chalcedonského vyznání víry, který je rozšířen i mimo katolické náboženství. Jde o názor, kterému poskytuje základ a tvar ukvapeně a falešně pochopená věta z listu svatého Pavla Filipanům – Flp 2, 7 (Kral, ČEP). Říká se jí kenotická nauka a podle ní si představují, že v Kristu bylo Slovu odňato božství. Je to špatný výmysl, který je třeba odsoudit stejně jako dokétismus, který mu odporuje. Redukuje celé tajemství Vtělení a Vykoupení na prázdné bezkrevné představy. ,S celou a dokonalou přirozeností člověkaʻ – tak velkolepě říká svatý Lev Veliký – ,Ten, který byl pravým Bohem, se narodil, úplný ve své přirozenosti, úplný v našíʻ (Ep. xxviii, 3. PL. Liv, 763. Srov. Serm. xxiii, 2. PL. lvi, 201).
V myšlení Jana od Kříže je kenoze pojmem ,vyprázdněníʻ vlastní vůle a úplné přijetí Boha a Boží vůle. Používá se jednak jako vysvětlení vtělení, jednak jako označení povahy Boží činnosti a vůle. Dílo mystického teologa Jana od Kříže Temná noc duše je obzvláště srozumitelným vysvětlením Božího procesu proměny věřícího v ikonu neboli „podobu Krista“.

### Unitářství
Protože některé formy unitářství neuznávají osobní preexistenci Krista, jejich výklady listu Filipanům 2,7 a konceptu kenoze – „vyprázdnění“ Krista – vycházejí z toho, že k jeho „vyprázdnění“ došlo za života, a nikoli před narozením. Jak však uvedl Thomas Belsham, existují různé názory na to, kdy za života k tomuto vyprázdnění došlo. Belsham to považoval za okamžik ukřižování, zatímco Joseph Priestley za okamžik v Getsemanské zahradě, kdy se Kristus nebránil zatčení. Kristadelfián Tom Barling se domníval, že Kristovo „vyprázdnění“ je nepřetržitý proces, který začal v prvních zmínkách o Kristově povaze, viz Lk 2, 40–52 (Kral, ČEP), a pokračoval během Kristových pokušení a jeho působení.

### Gnosticismus
Ekvivalentem kenosis v gnostické literatuře je Kristovo stažení vlastní záře do sebe, aby přestal oslňovat své učedníky. V Pistis Sophia na žádost svých učedníků „Ježíš stáhl k sobě slávu svého světla“.

## Kenotická etika
Kenotická etika je výklad Filipským 2,7, který chápe tuto pasáž, kde je Ježíš popsán jako „vyprázdnil sám sebe“, nikoliv jako Pavlovu teorii o Bohu v tomto verši, ale jako výzvu pro křesťany, aby se podobně podřídili druhým.